# 비금동초등학교
비금동초등학교는 대한민국 전라남도 신안군에 있는 초등학교다.

## 학교 연혁
- 1940년 5월 1일 비금심상소학교 부설 용소간이학교 개교
- 1963년 7월 31일 비금동국민학교 상수치분교 개교
- 1968년 4월 23일 비금동국민학교 노대도분실 개설
- 1981년 3월 1일 병설 유치원 개원
- 1987년 11월 24일 급식학교 인가
- 1988년 3월 1일 비금남국민학교 분교장 격하 편입
- 1989년 3월 23일 노대도분실 폐실
- 1995년 3월 1일 병설유치원 폐원, 비금남분교장 폐교 및 본교 통폐합
- 1996년 3월 1일 상수치분교장 폐교 및 본교 통폐합
- 1996년 3월 1일 비금동초등학교 개칭
- 1999년 3월 1일 병설유치원 재개원
- 2015년 2월 13일 제66회 졸업 총 4,832명 졸업
- 2015년 3월 1일 제31대 김홍구 교장 부임